# Тлемсенська соборна мечеть
Тлемсенська соборна мечеть (араб. الجامع الكبير لتلمسان, el-Jemaa el-Kebir litilimcen) — одна з головних визначних пам'яток алжирського міста Тлемсен. Побудована в період правління династії Альморавідів.

## Історія
Перші споруди були споруджені в 1082 році, коли правителем королівства був султан Юсуф ібн Ташфін.
У 1136 реконструйована і розширена. Напис, що зберігся до наших часів на одній з її стін, свідчить про те, що ці роботи були здійснені за наказом спадкоємця султана — його сина, Алі ібн Юсуфа. В даний час мечеть є яскравим і добре збереженим представником пам'ятників архітектури роду Альморавідів.
У 13 столітті вона була значно доповнена — доданий дворик з портиками, а також відділ мінарету, який має традиційну для Північної Африки квадратну структуру, і купол напроти молитовного залу. Дане розширення Тлемсенська соборна мечеть отримала вже при правлінні династії Абдальвадідів, зокрема, за часів царювання її засновника - султана Ягморасена. У цей період поряд з даними архітектурних комплексом розташовувалися суд і університет.

## Опис
З висоти пташиного польоту мечеть має вигляд неправильного п'ятикутника, сторони якого мають довжину від 50 до 60 метрів. В її складі знаходяться два основні відділи.
Молитовний зал також є п'ятикутником, що складається із 13 паралельних проходів, які розміщені перпендикулярно до стіни Кібли, що також є характерним для архітектури північноафриканських мечетей. Структура лопатевих арок даних проходів є унікальною особливістю архітектури Альморавідів: їх можна бачити в багатьох подібних ісламських марокканських і андалузьких об'єктах. Примітно, що при будівництві даної мечеті були задіяні нові на той момент часу методи, особливо яскраво це відбилося при створенні купола і міхраба.